# The Mythical Detective Loki Ragnarok
The Mythical Detective Loki Ragnarok (яп. 魔探偵ロキ RAGNAROK Matantei Roki RAGNAROK, «Мифический детектив Локи: Рагнарёк» или «Таинственный детектив Локи: Рагнарёк») — манга Сакуры Киноситы и одноимённое аниме. Действие происходит в Японии. Главными героями являются Локи, Ёрмунганд (под именем Ямино Рюсукэ), Тор (под именем Наругами) и дочь священника-синтоиста Маюра Дайдодзи.

## Сюжет
Локи, изгнанный Одином скандинавский бог, вынужден принять форму человека и жить среди людей. Единственный для него способ вернуться в Асгард — собрать злые ауры людей, захватившие их сердца. Для этого он создаёт детективное агентство, специализирующееся на паранормальных случаях. В его ассистентах оказывается Ямино (Ёрмунганд), а позже и человеческая девушка Маюра, помешанная на сверхъестественном.
В ходе произведения появляются и другие скандинавские боги, часть из которых помогает Локи, а часть пытается его убить.

## Персонажи
Локи (яп. ロキ) — бог огня и обмана, изгнанный из Асгарда и превращённый в десятилетнего ребёнка. Несмотря на это, он сохраняет способность сражаться при помощи магии. Оказавшись в мире людей, он не растерялся и поселился в заброшенном доме, открыв детективное агентство «Эндзяку» и принялся за работу. Боится воды до такой степени, что даже не пробует иметь с ней дело, хотя в критический момент может и не заметить, что стоит в воде или под дождём. В аниме в истинном обличье выглядит как харизматичный рыжеволосый юноша с зелеными глазами. 
Сэйю: Юрико Футидзаки
Ямино Рюсукэ (яп. 闇野竜介) — корректный, вежливый молодой человек, считающий себя дворецким Локи. Увлекается кулинарией, падок на всякого рода рекламу и всячески скрывает свою истинную сущность Ёрмунганда — Мирового Змея, сына бога-обманщика Локи. Ямино также увлекается покупками в интернет-магазинах.
Сэйю: Синъитиро Мики
Фенрир (яп. フェンリル) — весьма самоуверенный говорящий пес. Изначально был подобран Маюрой, а затем оставлен в "Эндзяку". На самом деле он — второй оставшийся в живых сын Локи, огромный волк.
Сэйю: Хирофуми Нодзима
Маюра Дайдодзи (яп. 大堂寺繭良) — девушка-подросток, помешанная на мистике. Однажды в поисках говорящей куклы, оказавшейся потом обиталищем Зла, забрела в агентство «Эндзяку» и впоследствии стала ассистенткой Локи. «Таинственный детектив» Локи стал для неё самым близким существом в мире после много лет как умершей матери.
Сэйю: Юи Хориэ
Наругами (яп. 鳴神) — одноклассник Маюры, а на деле — Тор, бог грома. Отправлен к людям Одином в образе подростка для того, чтобы убить Локи. Однако он об этом не догадывается и наоборот помогает. Вечно ищет работу и очень часто её меняет, за что одноклассники зовут его «работником на полставки». Толку с его «поисков и находок» немного.
Сэйю: Сётаро Морикубо
Мисао Дайдодзи — отец Маюры, священник-синтоист, но при этом атеист, всячески порицающий увлечение Маюры мистикой.
Хеймдалль (яп. 東山和実) — Страж Богов, сын Одина и смертельный враг Локи. На протяжении фильма постоянно старается убить Локи, мстя за потерю правого глаза, в чём отчасти и виноват Локи. Сохраняет способность менять облик и превращаться в ястреба, хотя выглядит не старше 10 лет, когда тот заколдован. Изуродованное лицо скрывает выкрашенными в сиреневый цвет волосами. Довольно угрюмый и неразговорчивый тип.
Сэйю: Роми Паку
Фрейр (яп. 怪盗フレイ) — брат прекрасной Фрейи, богини Счастья, Любви и Материнства. Ушел из Асгарда к людям в поисках сестры. Каждый раз, когда теряет её след и не может ничего узнать о ней, он впадает в отчаяние, но ненадолго. Большой романтик, он влюбляется в Маюру, увидев её на улице. Друг Хеймдалля, однако в 7 серии («Пробуждение Фрейи») мешает загипнотизированной Хеймдаллем Фрейе заколоть Локи, так как появляется в самый неожиданный момент. Во всех приключениях Фрейру помогает волшебный механический вепрь Гуллинбурсти. Один из немногих богов в фильме, избежавший превращения в ребёнка. Помогает Хеймдаллю в его кознях против Локи, совершив четыре кражи, в которых был зашифрован вызов. Локи принял его, но чуть не погиб, а Фрейр всё-таки украл из музея любимую вещь сестры — Ожерелье Брисингов (Брисингамен).
Сэйю: Такэхито Коясу
Фрейя (яп. フレイヤ) — богиня Счастья, Любви и Материнства. Локи — её «вечная любовь». Умоляла Одина отменить изгнание Локи и за излишнюю настойчивость в просьбах была также изгнана из Асгарда. При этом она потеряла память и была заточена в тело восьмилетней девочки-сироты Осимы Реи. Хеймдалль избрал её орудием мести, для чего запугал, так что Рея обратилась в детективное агентство «Эндзяку». Локи отправился вместе с ней в отель, в котором она жила с опекуном мистером Мино, однако отель оказался чертогом Глитнир, аккумулирующим магическую энергию. В бою с отелем Локи потерял столько энергии магической и жизненной, что её хватило, чтобы зарядить Брисингамен и пробудить Фрейю. Однако после того, как Локи сумел сорвать ожерелье с богини и изгнать из него зло, Фрейя снова превратилась в Рею и забыла все происшедшее. Рея очень привязана к Локи, говорит о нём «Вы — мой принц» и влюблена в него. Она способна узнать Локи даже в истинном его обличье, в отличие от Маюры. Фрейя же то пытается заколоть Локи, то принуждает его на ней жениться.
Сэйю: Дзюнко Асами
Урд (яп. ウルズ) — старшая норна. Опасный противник, использующий волшебное зеркало. В манге влюблена в Локи.
Верданди (яп. ヴェルザンディ) — средняя норна. Использует серебряный колокольчик.
Скульд (яп. スクルド) — младшая норна. Когда-то была влюблена в Локи и оттого не может поднять на него руку, так как не решается это сделать.
Хель (яп. ヘル) — дочь Локи, хозяйка царства мёртвых Хельхейма. В фильме — прекрасная, но необыкновенно печальная девушка в очках, проводящая все свои дни в библиотеке, любящая читать трагедии Шекспира. Она уверена, что отец её ненавидит, и старается причинить ему боль через причинение боли Маюре, которая психологически заменила ему родную дочь. За века, проведённые среди глетчеров и тьмы, Хель разучилась улыбаться и превратилась в концентрацию холода. Однако она очень нравится однокласснику Маюры Котару, богатому и образованному юноше, который как-то сумел найти с ней общий язык, объясняясь цитатами и метафорами.
Сэйю: Оми Минами
Пуньян (или Эт-тян) — результат неудачного эксперимента по вызову «неупокоенной души» в целях «укрощения» отца Маюры. Очень милый дух, которого способны видеть только боги и отец Маюры. Эт-тян говорит одно-единственное слово: «Пуньян!», но зато с разными интонациями, и повсюду сопровождает Локи.
Котару Какиноути — одноклассник Маюры, вызывающий её постоянную зависть: отличник учёбы, наследник богатой семьи, и полностью игнорирует все попытки Маюры с ним познакомиться. Обожает старшеклассниц, и всё своё время отдаёт свиданиям. Гордостью и чувством собственного достоинства в соединении с обаянием похож на Локи, что замечает не только внимательный Ямино, но и Маюра.
Спика (яп. スピカ) — воплощение Ангрбоды (появляется только в манге). В мире людей выглядит как девочка с фиолетовыми волосами, обладающая непомерным аппетитом. Отдала голос за возможность встретиться с Локи.
Утгард-Локи (яп. ウトガルドロキ) — альтер эго Локи, правитель Йотунхейма. Локи называет его «своим прошлым». Похоже, одержим Спикой и сотрудничал с Урд, чтобы вернуть ее.
Один (яп. オーディン) — правитель Асгарда. Изгнал Локи и пытается его убить. Упоминается, но не появляется в аниме. В манге появляется в самом конце. Выглядит как молодой человек с гетерохромией и очень длинными белыми волосами.
Бальдр (яп. バルドル) — сын Одина, сущность, захватившая его тело и использовавшая, чтобы уничтожить Локи.